# 조 페시
조 페시(Joe Pesci, 1943년 2월 9일 ~ )는 미국의 배우이다. 마틴 스코세이지 감독의 《성난 황소》, 《좋은 친구들》, 《카지노》, 《아이리시맨》에 출연하면서 스코세이지 감독 사단 배우 중 한 명으로 잘 알려져있다. 그와 함께 한 작품 중 1990년 영화 《좋은 친구들》을 통해 아카데미 남우조연상을 수상했다. 스코세이지 감독 작품 외에도 영화 《리썰 웨폰》 시리즈의 레오 게츠 역과 영화 《나 홀로 집에》 시리즈의 도둑 해리 라임 역으로 유명하다.

## 출연 작품
- 성난 황소 (1980) - 조이 라 모타 역
- 원스 어폰 어 타임 인 아메리카 (1984) - 밀주 거물 프랭키 역
- 문워커 (1988) - 미스터 빅 역
- 리썰 웨폰 2 (1989) - 리오 게츠 역
- 나 홀로 집에 (1990) - 해리 림 역
- 좋은 친구들 (1990) - 토미 드비토 역
- JFK (1991) - 데이빗 페리 역
- 리썰 웨폰 3 (1992) - 리오 게츠 역
- 나 홀로 집에2 (1992) - 해리 림 역
- 카지노 (1995) - 니키 샌토로 역
- 리썰 웨폰 4 (1998) - 리오 게츠 역
- 아이리시맨 (2019) - 러셀 버팔리노 역